# Chiese della Comunità Valsugana e Tesino
Questa voce include tutte le chiese cristiane situate entro i confini della Comunità Valsugana e Tesino, nella provincia autonoma di Trento. 
Gli edifici sono elencati in liste suddivise per comune; includono quasi settanta chiese consacrate (sebbene non tutte officiate regolarmente), a cui si aggiungono oltre trenta cappelle e alcuni edifici sconsacrati, in rovina, scomparsi o altrimenti non più attivi. Gli edifici di culto consacrati appartengono tutti alla confessione cattolica e fanno parte dell'arcidiocesi di Trento, con l'eccezione della chiesa di San Michele nella Val Malene (comune di Pieve Tesino) che è una chiesa periferica della diocesi di Treviso.

## Comune di Bieno
| Esterno | Interno | Nome                 | Periodo storico   | Ubicazione                                         | Informazioni |
| ------- | ------- | -------------------- | ----------------- | -------------------------------------------------- | --- |
|         |         | Chiesa di San Biagio | Citata XVI secolo | Bieno, via Don Morelli 46°04′41.79″N 11°33′16.71″E | Parrocchiale. Citata per la prima volta nel 1531, all'epoca era dedicata ai santi Biagio e Giorgio; venne ampliata entro il 1533, dotata di campanile nel 1595-1603 e di nuovo ampliata nel 1606-08, nel 1616 e nel 1740-48. |
|         |         | Chiesa di San Rocco  | XX secolo         | Casetta 46°04′58.68″N 11°32′39.55″E                | Costruita tra il 1910 e il 1927. |

## Comune di Borgo Valsugana
| Esterno                        | Interno | Nome                                                                                                  | Periodo storico                                         | Ubicazione                                                                 | Informazioni |
| ------------------------------ | ------- | --- | ------------------------------------------------------- | -------------------------------------------------------------------------- | --- |
|                                |         | Chiesa di Sant'Anna                                                                                   | XVII secolo                                             | Borgo Valsugana, piazza Martiri della Resistenza 46°03′11.7″N 11°27′25.5″E | Fondata nel 1668-72 da Giovanna Maria della Croce, assieme ad un monastero di clarisse; entrambi furono soppressi dalle disposizioni giuseppine nel 1792, e la chiesa venne restituita al culto nel 1847, anno in cui venne anche rifatta la facciata in stile neoclassico. L'edificio venne gravemente danneggiato da un incendo nel 1862, che lasciò intonso soltanto il presbiterio; contestualmente alle riparazioni (concluse nel 1873), venne demolito l'ex complesso conventuale, lasciando così la chiesa isolata nella neonata piazza. Nel corso del Novecento il tempio venne progressivamente abbandonato, e funse da magazzino durante entrambe le guerre mondiali; venne nuovamente restaurata e riaperta al culto come tempio civico nel 1973. |
|                                |         | Chiesa di Sant'Antonio di Padova                                                                      | Fondata XVIII secolo, edificio odierno XX secolo        | Olle, piazza della Chiesa 46°02′26.82″N 11°27′52.43″E                      | Parrocchiale. Costruita nel 1715-17. Nel 1795 venne rifatto il campanile, e nel 1870 venne ampliata tutta la struttura. La chiesa dovette essere ricostruita nel 1920, dopo essere stata quasi totalmente distrutta durante la prima guerra mondiale; la nuova struttura venne quindi ampliata nel 1957. |
|                                |         | Chiesa di San Francesco d'Assisi                                                                      | XVII secolo                                             | Borgo Valsugana, via per Torcegno 46°03′15.9″N 11°27′27.5″E                | Costruita, assieme a tutto il convento francescano adiacente, nel 1600-01; nel 1641 venne dotata di campanile, nel 1647 venne aggiunta la cappella laterale dedicata sant'Antonio di Padova, e nel 1662 la sagrestia originaria venne allargata e convertita in oratorio. Nel 1871 venne rialzata la facciata; nel 1893, nell'ambito di un generale rimaneggiamento della chiesa, vennero demolite due cappelle laterali che sorgevano ai lati del presbiterio. Nel 1947 la cappella di Sant'Antonio venne adibita a sagrestia. Dal 1984, il complesso conventuale ospita anche le monache clarisse. |
|                                |         | Chiesa di San Lorenzo                                                                                 | XII secolo                                              | Monte Armentera 46°01′33.2″N 11°26′24.7″E                                  | Risalente probabilmente all'ultimo quarto del XII secolo e ampliata negli anni 1320 o 1330, la chiesa è adiacente ad un romitorio che è stato attivo certamente fino alla fine del Settecento. |
|                                |         | Santuario della Madonna di Onea, o chiesa dell'Ausiliatrice                                           | XVII secolo                                             | Località Onea 46°03′24.58″N 11°26′43.23″E                                  | Costruita tra il 1621 e il 1639, per ospitare un'immagine della Madonna ritenuta miracolosa che era in precedenza posta in un'edicola votiva più a monte; nel 1653-54 venne aggiunto il campanile, e nel 1662 venne rifatta la volta. La chiesa venne investita e gravemente danneggiata da una piena del torrente Rivo nel 1848, e sottoposta a vari lavori di restauro fino al 1899. |
|                                |         | Chiesa di Sancta Maria ad Nives                                                                       | XX secolo                                               | Val di Sella 46°00′29.6″N 11°25′20.4″E                                     | Costruita nel 1964, ha ereditato l'intitolazione della preesistente cappella presso la località di Sella, ora in rovina. |
|                                |         | Chiesa di Santa Maria Assunta                                                                         | XIX secolo                                              | Sella 46°00′23.59″N 11°24′41.48″E                                          | Costruita nel 1845-48 su iniziativa di alcuni villeggianti del luogo, perché la cappella di Santa Maria ad Nives risultava troppo piccola. |
|                                |         | Chiesa della Natività di Maria, o di Santa Maria del Borgo                                            | Fondata forse VIII secolo, edificio odierno XVII secolo | Borgo Valsugana 46°03′14.4″N 11°27′34.2″E                                  | Parrocchiale. La fondazione della chiesa, citata per la prima volta nel 1323, può essere collocata forse addirittura nell'VIII secolo. Venne ricostruita verso il 1518, quindi ampliata nel 1554-57, poi nuovamente ricostruita in stile barocco tra il 1698 e il 1727; nel 1748-59 venne costruito il nuovo campanile, a cui seguì nel 1760 la demolizione di quello vecchio. Nel 1857-63 venne costruita la cupola. |
|                                |         | Oratorio o chiesa di San Rocco, o cappella dei Santi Rocco e Antonio Abate, e cappella di San Michele | XV secolo (san Michele), XVI secolo (san Rocco)         | Borgo Valsugana 46°03′12.02″N 11°27′32.52″E                                | L'edificio include due luoghi di culto: la cappella di San Michele sotto, e l'oratorio di San Rocco sopra. Il nucleo originario della chiesa, costituito dalla prima dei due (all'epoca una cappella cimiteriale), risale forse al XV secolo; nel 1509, come ex voto per la fine dell'epidemia di peste, sopra ad essa venne costruita la cappella dei Santi Rocco e Antonio Abate; l'intero edificio venne poi ampliato nel 1675 a seguito di un'altra ondata di peste, che risparmiò la comunità di Borgo. Nel 1789, per via degli editti giuseppini, la cappella di San Michele venne adibita ad ossario, mentre la chiesetta di San Rocco venne soppressa: entrambe vennero riaperte al culto nel 1831-33.                                               |
| Cappelle                       |         | |                                                         |                                                                            | |
|                                |         | Cappella di Sant'Antonio di Padova                                                                    | XIX secolo                                              | Val di Sella, località Montel 46°00′19.92″N 11°22′28.43″E                  | Edificata nel 1821, è di pertinenza di un gruppo di edifici che costituiva un tempo Villa Ceschi di Sant'Antonio. |
|                                |         | Cappella di San Francesco d'Assisi                                                                    | XIX secolo                                              | Località Visle 46°03′15.54″N 11°27′45.82″E                                 | Cappella di Maso Dordi, costruita nel 1850 e restaurata nel 1930. |
|                                |         | Cappella di San Giorgio, o di San Giorgio al Monte                                                    | XIX secolo                                              | Località San Giorgio 46°02′17.01″N 11°27′01.58″E                           | Di pertinenza di Villa Bortolotti (già Villa Waiz), eretta nel 1843-44 al posto di una vecchia chiesetta omonima situata sul pianoro della Rocchetta, che era caduta in rovina. |
|                                |         | Cappella dei Santi Giuseppe e Michele                                                                 | XIX secolo                                              | Località San Giorgio 46°02′16.87″N 11°27′19.88″E                           | Cappella di villa Fiorentini (ora Pompermaier); preesistente al 1842, anno in cui venne ricostruita con lo scopo di essere aperta al pubblico. |
|                                |         | Cappella dell'Immacolata, o cappella Ceschi                                                           | XVII secolo                                             | Borgo Valsugana, corso Ausugum, 95 46°03′17.24″N 11°27′35.6″E              | Costruita nel 1660 per volontà di Giulio Francesco Ceschi di Santa Croce; nel 1844 venne demolita la prima campata per far posto al nuovo corso stradale, e la facciata venne quindi rifatta nelle forme attuali. |
|                                |         | Cappella dell'Invenzione (o del Ritrovamento) della Croce                                             | XIX secolo                                              | Borgo Valsugana, via XXIV maggio 46°03′15.54″N 11°27′45.82″E               | Cappella cimiteriale, costruita nel 1885. |
|                                |         | Cappella di San Lorenzo                                                                               | Fondata XV secolo, edificio odierno XX secolo           | Borgo Valsugana, corso Vicenza 46°03′24.57″N 11°27′49.69″E                 | Una prima cappella sorse nelle adiacenze dell'antico ospedale di Borgo nel 1494 circa, e venne restaurata nel 1876; a inizio Novecento venne costruito l'ospedale nuovo, e quello vecchio venne dismesso e convertito in abitazione (le pietre del campanile a vela della cappella vennero reimpiegate usate per un monumento davanti al cimitero). La cappella del nuovo ospedale venne edificata nel 1913, e radicalmente ristrutturata nel 1970-73. |
|                                |         | Cappella di San Luca                                                                                  | XIX secolo                                              | Località Savaro/San Luca 46°03′32.16″N 11°26′17.69″E                       | Cappella di Maso Hoffer (già Maso Savaro), edificata nel 1829. Sul finire del Novecento l'intero complesso era in pessime condizioni, e la cappella era adibita a fienile e deposito per attrezzi; è stato poi avviato un progetto di recupero del sito. |
|                                |         | Cappella di Santa Maria Assunta                                                                       | XVIII secolo                                            | Località Prae 46°01′34.53″N 11°27′27.93″E                                  | Cappella incorporata nel piano terra di palazzo Rosi-Dordi (già Fezzi), aggiunta alla struttura nel 1798 (o 1782). |
| Chiese sconsacrate o scomparse |         | |                                                         |                                                                            | |
|                                |         | Chiesa di San Cristoforo                                                                              | Citata XVI secolo                                       | Borgo Valsugana                                                            | Questa chiesa, citata nel 1505 e di cui non si sa nulla, sorgeva sul luogo dell'odierno convento di San Francesco, e venne demolita proprio per far posto a quest'ultimo. |
|                                |         | Cappella di Sancta Maria ad Nives                                                                     | XVIII secolo                                            | Val di Sella 46°00′22.88″N 11°24′29.08″E                                   | Risalente al 1738, ora ridotta ad un rudere. |

## Comune di Carzano
| Esterno  | Interno | Nome                             | Periodo storico | Ubicazione                                                | Informazioni |
| -------- | ------- | -------------------------------- | --------------- | --------------------------------------------------------- | --- |
|          |         | Chiesa di Santa Maria della Neve | XVII secolo     | Carzano, piazza della Chiesa, 1 46°04′13.2″N 11°29′38.2″E | Parrocchiale. Edificata in data imprecisata tra il 1650 e il 1665, venne ampliata nel 1882 con l'aggiunta del corpo rettangolare anteriore, mentre tra il 1901 e il 1915 venne sopraelevato il campanile. |
| Cappelle |         |                                  |                 |                                                           | |
|          |         | Cappella di Santo Stefano        | XX secolo       | Carzano, località Ortisé 46°04′00.52″N 11°29′34.92″E      | Cappella cimiteriale, costruita nel 1933. |

## Comune di Castel Ivano
| Esterno                        | Interno | Nome                                                                    | Periodo storico                                  | Ubicazione                                                 | Informazioni |
| ------------------------------ | ------- | ----------------------------------------------------------------------- | ------------------------------------------------ | ---------------------------------------------------------- | --- |
|                                |         | Chiesa di Sant'Agata, o delle Sante Agata e Barbara                     | XX secolo                                        | Tomaselli, via Sant'Agata 46°04′09.55″N 11°31′41.95″E      | Costruita nel 1945. |
|                                |         | Chiesa di Sant'Apollonia                                                | XIII-XIV secolo                                  | Spera, via Santa Apollonia 46°04′14.83″N 11°30′48.56″E     | Nata come chiesa cimiteriale e in origine dedicata alla Santa Croce, venne eretta tra il XIII e il XIV secolo; venne considerevolmente rimaneggiata nel 1603-07, con la successiva aggiunta della sagrestia nel 1612. |
|                                |         | Chiesa dei Santi Fabiano e Sebastiano                                   | Citata XVI secolo, edificio odierno XIX secolo   | Villa, via Canonica, 2 46°03′24.44″N 11°31′22.97″E         | Parrocchiale. Una prima cappella è citata già a partire dal 1533; questa venne danneggiata da una piena del torrente Chieppena nel 1633, ed entro il 1667 venne sostituita da una nuova chiesa. Nel 1846-50 anche questa seconda struttura venne abbattuta, e venne eretta la chiesa attuale; nel 1966 l'edificio venne colpito significativamente da un'altra alluvione. |
|                                |         | Chiesa di San Giuseppe                                                  | XX secolo                                        | Tra Ivano e Fracena 46°03′28″N 11°31′52.6″E                | Parrocchiale. Costruita nel 1922-23 a servizio degli abitati di Ivano e Fracena; il terreno scelto si dimostrò fin da subito particolarmente instabile, tanto che il campanile crollò (e venne quindi ricostruito) già nel 1923.. |
|                                |         | Chiesa dell'Immacolata                                                  | Fondata XV secolo, edificio odierno XIX secolo   | Strigno 46°03′56.51″N 11°31′23.85″E                        | Parrocchiale. Una prima chiesa, dedicata alla Madonna e a San Zenone, sorse nei primi decenni del Quattrocento; nel 1470 venne rialzato il campanile, e durante il Cinquecento l'intitolazione venne cambiata in favore dell'Immacolata. Questa struttura, divenuta ormai troppo piccola nell'Ottocento, venne rifatta tra il 1826 e il 1831, conservando della precedente il campanile, l'abside, le due sagrestie e parte del presbiterio; la facciata del nuovo edificio venne portata a termine solo nel 1901. Il tempio soffrì molto durante la prima guerra mondiale, quando venne trasformato in magazzino e colpito più volte dalle granate; venne restaurato entro il 1921. |
|                                |         | Chiesa della Madonna della Mercede                                      | Fondata XVI secolo, edificio odierno XIX secolo  | Agnedo 46°03′09.94″N 11°31′42.72″E                         | Parrocchiale. La data di fondazione è posta tradizionalmente nel 1526, mentre la prima citazione dell'edificio è solo del 1726. Questa prima chiesa venne riedificata completamente tra il 1847 e il 1850, e dotata di campanile entro il 1895, e di abside nel 1910. |
|                                |         | Chiesa di Santa Maria Assunta                                           | Fondata XVIII secolo, edificio odierno XX secolo | Spera, via Canonica 46°04′13.28″N 11°30′32.47″E            | Parrocchiale. Una prima chiesa venne edificata tra il 1711 e il 1726; questa venne totalmente riedificata tra il 1903 e il 1912 e, gravemente danneggiata durante la prima guerra mondiale, venne riparata entro il 1921. |
|                                |         | Chiesa di San Vendemiano                                                | Citata XVI secolo                                | Sul monte Lefre presso Fracena 46°03′17.78″N 11°32′16.51″E | Citata per la prima volta nel 1531, venne ampliata nel 1620-22. Gravemente danneggiata durante la prima guerra mondiale, venne restaurata entro il 1922. |
|                                |         | "Chiesetta alpina"                                                      | XXI secolo                                       | Monte Lefre 46°03′39.67″N 11°33′22.97″E                    | Costruita tra il 2002 e il 2004 dai gruppi ANA di Ivano Fracena e Villa Agnedo, e dedicata ai caduti delle due guerre mondiali. |
| Cappelle                       |         |                                                                         |                                                  |                                                            | |
|                                |         | Cappella (o chiesetta) di San Bortolo, o dei Santi Bartolomeo e Lorenzo | XIX secolo                                       | Località Primalunetta 46°06′57.69″N 11°31′22.28″E          | Di pertinenza dell'ex villa Weiss, costruita dalla famiglia proprietaria nel 1802. |
|                                |         | Cappella di San Giovanni Battista                                       | Citata XIII secolo, edificio odierno XVII secolo | Castel Ivano 46°03′19.95″N 11°31′45.27″E                   | Situata all'interno del Castel Ivano (a cui forse ha dato il nome) e documentata sin dal 1202, fu sede pievana prima che la carica passasse alla chiesa di Strigno all'inizio del Quattrocento; la struttura venne ricostruita in sede diversa nel 1612. |
|                                |         | Cappella della Madonna di Caravaggio                                    | XIX secolo                                       | Ivano 46°03′24″N 11°31′43.9″E                              | Costruita nel 1816 in occasione di un'epidemia di colera. |
|                                |         | Cappella della Beata Maria Vergine di Loreto                            | XVII secolo                                      | Strigno, via Pretorio 46°03′56.49″N 11°31′44.45″E          | Costruita nel 1645-47 per volontà della locale Confraternita del Rosario; il cimitero circostante è sorto in seguito, a partire dal 1828. |
| Chiese sconsacrate o scomparse |         |                                                                         |                                                  |                                                            | |
|                                |         | Chiesa dei Santi Vito, Modesto e Crescenzia, o di San Vito              | Citata XVI secolo                                | Strigno, via San Vito 46°04′02.14″N 11°31′27.49″E          | Citata nel 1564, la chiesetta era dotata anche di cimitero, a servizio anche degli abitanti di Spera. Nel 1786 la navata venne adibita a locale scolastico, e venne separata dal presbiterio, che rimase consacrato, e il campanile venne abbattuto, nonostante una forte opposizione popolare. Spostata la sede scolastica nel 1905, il comune ignorò la richiesta degli abitanti di restituire al culto l'intero edificio, e lo destinò ad una fabbrica di merletti; nel 1908 vi trovò posto invece un ospedale militare e, dopo la prima guerra mondiale, un ricovero. Ora è abbandonata.                                                                                         |

## Comune di Castello Tesino
| Esterno  | Interno | Nome                                                                    | Periodo storico                                    | Ubicazione                                                  | Informazioni |
| -------- | ------- | ----------------------------------------------------------------------- | -------------------------------------------------- | ----------------------------------------------------------- | --- |
|          |         | Chiesa di San Giorgio                                                   | Documentata XII secolo, edificio odierno XX secolo | Castello Tesino, via Ospedale 46°03′53.4″N 11°38′01.5″E     | Parrocchiale. Documentata nel 1103, questa prima struttura venne danneggiata e parzialmente ricostruita più volte già entro il 1554. Il presbiterio barocco risale probabilmente al tardo Settecento, mentre nel 1882 venne aggiunta una cappella laterale. La chiesa venne quasi totalmente distrutta durante la prima guerra mondiale; venne sostanzialmente ricostruita entro il 1931, rispettando comunque le caratteristiche dell'edificio precedente. |
|          |         | Chiesa dei Santi Ippolito e Cassiano, o di Sant'Ippolito, o di San Polo | XV secolo                                          | Castello Tesino 46°03′56″N 11°37′51″E                       | Costruita nel 1436 per volontà del notaio Donato Pelloso, subì alcuni rimaneggiamenti nel corso dei secoli e venne profanata e spogliata durante la prima guerra mondiale. |
|          |         | Chiesa della Madonna di Caravaggio                                      | Fondata XVII secolo, edificio odierno XX secolo    | Castello Tesino, località Colle 46°03′23.67″N 11°38′16.41″E | Una prima cappella sul posto venne eretta nel 1698 e, nel 1901-02, venne riedificata nelle forme attuali. |
|          |         | Chiesa della Madonna di Lourdes                                         | XX secolo                                          | Località Piancavalli 46°07′54.16″N 11°41′31.16″E            | Edificata dopo la seconda guerra mondiale, per voto della famiglia Stefani, proprietaria del rifugio Piancavalli; è stata restaurata nel 2011. |
|          |         | Chiesa della Madonna di Lourdes, o dell'Immacolata Concezione           | XIX secolo                                         | Roa 46°03′34.06″N 11°41′31.56″E                             | Costruita nel 1889-90; l'edificio subì gravi danni durante la prima guerra mondiale. |
|          |         | Chiesa della Madonna della Torricella, o della Madonna delle Grazie     | XVII secolo                                        | Castello Tesino 46°03′54.58″N 11°37′58.87″E                 | La costruzione risale al 1603-04, su commissione della famiglia Wolkenstein Rodenegg, per contenere un'immagine della Madonna ritenuta miracolosa; il campanile venne aggiunto in data imprecisata tra il 1622 e il 1642. La chiesa subì consistenti danni durante la prima guerra mondiale; il restauro avvenne entro il 1928. |
|          |         | Chiesa della Regina della Pace, o chiesetta del Pront                   | XX secolo                                          | Località Pront 46°12′39.41″N 11°38′17.7″E                   | Costruita nel 1946 dai reduci di Caoria superstiti della seconda guerra mondiale, e come ringraziamento perché il paese venne risparmiato dalle distruzioni del conflitto. |
|          |         | Chiesa di San Rocco, o oratorio dei Santi Rocco e Pantaleone            | XV secolo                                          | Castello Tesino 46°03′39.38″N 11°37′50.84″E                 | Costruita nel 1481, a scioglimento di un voto contratto durante la peste del 1479; la chiesa subì alcuni rimaneggiamenti e aggiunte nel XVI e XVII secolo, prima di essere gravemente danneggiata da un incendio nel 1776, dopo il quale venne riparata e ampliata. Adibita a magazzino militare durante la prima guerra mondiale, venne poi restaurata e divenne sede parrocchiale pro-tempore, fino alla ricostruzione della chiesa di San Giorgio.       |
| Cappelle |         |                                                                         |                                                    |                                                             | |
|          |         | Cappella di Nostra Signora del Sacro Cuore                              | XIX secolo                                         | Località Coronini 46°03′51.77″N 11°40′58.37″E               | Costruita nel 1876 per volere di un tal Domenico Piasente. |

## Comune di Castelnuovo
| Esterno  | Interno | Nome                                               | Periodo storico    | Ubicazione                                          | Informazioni |
| -------- | ------- | -------------------------------------------------- | ------------------ | --------------------------------------------------- | --- |
|          |         | Chiesa di San Leonardo                             | Citata XV secolo   | Castelnuovo, via Trento 46°03′11.08″N 11°29′37.33″E | Parrocchiale. Citata per la prima volta nel 1465, nel 1604 venne sopraelevato il campanile e, nel 1608-09, venne ampliato tutto l'edificio, ruotando l'orientamento di 90° e trasformando l'antica abside in sagrestia. Nel 1731 venne aggiunta una cappella laterale, mentre nel 1805-08 venne di nuovo rialzata la torre campanaria. La chiesa subì alcuni danni durante la prima guerra mondiale; i lavori di riparazione vennero completati entro il 1924, e con l'occasione si riconvertì l'antica abside in cappella e venne realizzata una nuova sagrestia. |
|          |         | Chiesa di Santa Margherita                         | XIII secolo        | Santa Margherita 46°02′44.83″N 11°29′42″E           | Citata per la prima volta nel 1272; è documentato un lungo lavoro di ampliamento tra il 1845 e il 1856, che comportò tra l'altro la ricostruzione dell'abside. La chiesa subì gravissimi danni durante la prima guerra mondiale, con il crollo della volta, del tetto e di parte del campanile; le riparazioni vennero effettuate entro il 1925, e un altro importante restauro seguì nel 1970-85. |
| Cappelle |         |                                                    |                    |                                                     | |
|          |         | Cappella di San Bartolomeo                         | Citata XVII secolo | Spagolle 46°02′37.42″N 11°28′17.26″E                | Citata nel 1685, di pertinenza del maso posseduto all'epoca dalla famiglia Pasqualini. |
|          |         | Cappella del Santo Rosario della Madonna di Pompei | XX secolo          | Santa Margherita 46°02′45″N 11°29′17.34″E           | Cappella di Villa Piffer (già Bettanini e poi Zuffo), eretta nel 1902. |

## Comune di Cinte Tesino
| Esterno  | Interno | Nome                     | Periodo storico                                | Ubicazione                                                 | Informazioni |
| -------- | ------- | ------------------------ | ---------------------------------------------- | ---------------------------------------------------------- | --- |
|          |         | Chiesa del Crocifisso    | XX secolo                                      | Monte Mezza 46°02′35.21″N 11°36′27.13″E                    | Costruita dalla locale sezione degli Alpini nel 1984. |
|          |         | Chiesa di San Lorenzo    | Fondata XV secolo, edificio odierno XIX secolo | Cinte Tesino, via della Chiesa 46°03′18.53″N 11°36′55.09″E | Parrocchiale. Costruita probabilmente nel corso del Quattrocento, venne ampliata nella prima metà del secolo successivo, costruendo anche il campanile. Quest'ultimo crollò nel 1781, e venne rifatto nello stesso anno. In data compresa tra il 1784 e il 1828, tutto il tempio venne ricostruito, ma il nuovo edificio venne distrutto da un incendio nel 1876 e dovette essere ricostruito nuovamente (con l'eccezione del campanile, che venne tra l'altro rialzato) nel 1878-79. La chiesa subì alcuni danni durante la prima guerra mondiale (come quasi tutte quelle della zona). |
| Cappelle |         |                          |                                                |                                                            | |
|          |         | Cappella dell'Immacolata |                                                | Cinte Tesino 46°03′16.02″N 11°36′55.26″E                   | Cappella cimiteriale. |

## Comune di Grigno
| Esterno                        | Interno | Nome                                                            | Periodo storico                                     | Ubicazione                                                       | Informazioni |
| ------------------------------ | ------- | --------------------------------------------------------------- | --------------------------------------------------- | ---------------------------------------------------------------- | --- |
|                                |         | Chiesa di Sant'Antonio di Padova                                | XX secolo                                           | Tezze, via Nazionale, 10 45°59′26.66″N 11°40′20.75″E             | Parrocchiale. Costruita nel 1922-24, in quanto la chiesa già esistente era considerata troppo piccola. |
|                                |         | Chiesa dell'Ausiliatrice                                        | XX secolo                                           | Presso Martincelli 45°58′34.12″N 11°40′48.12″E                   | Costruita nel 1967-68, a servizio dei paesi periferici di Martincelli, Pianello e Vallone; il campanile venne aggiunto nel 1972. |
|                                |         | Chiesa di San Giacomo Maggiore                                  | XX secolo                                           | Grigno, via Vittorio Emanuele, 144/A 46°00′59.36″N 11°37′57.54″E | Parrocchiale. Costruita nel 1929-33 in sostituzione della chiesa dei Santi Giacomo e Cristoforo, divenuta troppo piccola; la struttura venne ulteriormente allargata nel 1960. |
|                                |         | Chiesa della Madonna del Carmine                                | XIX secolo                                          | Selva 46°00′59.87″N 11°35′41.53″E                                | L'edificio nacque nel 1850, come cappella inglobata nella nuova struttura scolastica; l'aspetto attuale è dovuto a due successivi ampliamenti. |
|                                |         | Chiesa di Sant'Udalrico                                         | Citata XVI secolo                                   | Colle San Vito 46°01′05.45″N 11°38′17.84″E                       | Citata per la prima volta nel 1585, venne ampliata tra il 1628 e il 1642; la chiesa venne danneggiata dalle truppe militari sia nel 1824, sia durante entrambe le guerre mondiali. |
| Cappelle                       |         |                                                                 |                                                     |                                                                  | |
|                                |         | Cappella delle Sante Anime, o della Santa Croce                 | XX secolo                                           | Tezze, via Nazionale 45°59′28.72″N 11°40′19.96″E                 | Cappella cimiteriale, eretta nel 1946-47 come ex voto poiché il paese venne sostanzialmente risparmiato dai danni della seconda guerra mondiale. |
|                                |         | Cappella del Crocifisso                                         | XIX secolo                                          | Grigno, via Vittorio Emanuele 46°00′56.74″N 11°37′50.12″E        | Cappella cimiteriale, eretta nel 1864. |
|                                |         | Cappella della Madonna Immacolata                               | XIX secolo                                          | Grigno, via Venezia 46°01′01.24″N 11°38′10.64″E                  | Costruita nel 1884 per alloggiare la statua dell'Immacolata, posta sul luogo nel 1882 a seguito di un'alluvione. |
|                                |         | Cappella della Madonna Pellegrina                               | XX secolo                                           | Serafini 46°00′18.86″N 11°39′40.03″E                             | Costruita nel 1944. |
|                                |         | Cappella di San Rocco                                           | Fondata XIX secolo, edificio odierno XX secolo      | Tezze, via San Rocco 45°59′31.32″N 11°39′56.87″E                 | La costruzione della cappella è da collocarsi probabilmente a seguito dell'epidemia di colera del 1836 o di quella del 1855; distrutta da un incendio, venne riedificata nel 1910. |
|                                |         | Cappella ai caduti                                              | XX secolo                                           | Località Barricata                                               | Eretta nel 1981 dagli amici di tre vigili del fuoco deceduti il 30 maggio di quello stesso anno precipitando con il camion dalla strada che da Barricata scende verso Selva; è dedicata a tutti i caduti in montagna. |
| Chiese sconsacrate o scomparse |         |                                                                 |                                                     |                                                                  | |
|                                |         | Chiesa di Sant'Antonio di Padova, o dei Santi Antonio e Brigida | Fondata XVII secolo                                 | Tezze, via Nazionale 45°59′25.09″N 11°40′21.85″E                 | Costruita probabilmente nella prima metà del Seicento, in sostituzione della cappella di San Giorgio, venne rimaneggiata più volte; nel 1859 vennero aggiunti presbiterio e due sagrestie. Gravemente danneggiata e saccheggiata durante la prima guerra mondiale, venne riparata dopo il conflitto, ma pochi anni più tardi venne sostituita dalla nuova parrocchiale omonima, costruita a fianco; la chiesa venne sconsacrata, pesantemente modificata e trasformata in cinema-teatro, lasciando in funzione il campanile. |
|                                |         | Chiesa dei Santi Giacomo e Cristoforo                           | Documentata XIII secolo, edificio odierno XV secolo | Grigno, via Vittorio Emanuele 46°00′58.44″N 11°38′02.14″E        | Antica chiesa pievana; un luogo di culto sul posto era presente probabilmente già dal XIII secolo, ma l'edificio attuale è quattrocentesco. Il campanile venne aggiunto nel 1625-45, nel Settecento vennero aggiunte due navate e rifatto il presbiterio, mentre la facciata è del 1898. La chiesa è sconsacrata, e destinata ad attività culturali. |
|                                |         | Cappella di San Giorgio                                         | Citata XVI secolo                                   | Presso Tezze                                                     | Citata per la prima volta nel 1533; si trattava di una chiesetta campestre, che già verso fine secolo versava in condizioni non molto buone. Documentata l'ultima volta nel 1726, venne poi sotterrata da una frana. I resti vennero rinvenuti durante gli scavi della ferrovia nel 1908, assieme a un'acquasantiera collocata ora nella parrocchiale di Tezze. |
|                                |         | Cappella della Madonna e di San Giuseppe                        | Fondata XVIII secolo                                | Grigno                                                           | Piccola cappella a pianta ottagonale, costruita nel 1754-57 e quasi totalmente riedificata nel 1910; venne abbattuta nel 1929 per far posto alla nuova chiesa parrocchiale. |

## Comune di Novaledo
| Esterno          | Interno | Nome                          | Periodo storico   | Ubicazione                                         | Informazioni |
| ---------------- | ------- | ----------------------------- | ----------------- | -------------------------------------------------- | --- |
|                  |         | Chiesa di Sant'Agostino       | XVIII secolo      | Novaledo, via Principale 46°01′21.1″N 11°21′59.1″E | Parrocchiale. Costruita nel 1724, venne considerevolmente ampliata nel 1857. Gravemente danneggiata durante la prima guerra mondiale, venne riparata nel 1922-23. |
|                  |         | Chiesa dell'Ausiliatrice      | XVIII secolo      | Novaledo, via Principale 46°01′42.1″N 11°22′30.5″E | Chiesa cimiteriale. Costruita nel 1723, o forse tra il 1737 e il 1768. Venne gravemente danneggiata durante la prima guerra mondiale.                             |
|                  |         | Chiesetta alpina              | XX secolo         | Malga Broi 46°02′32.4″N 11°21′21.16″E              | Chiesetta alpina eretta in memoria dei caduti della prima guerra mondiale.                                                                                        |
| Chiese scomparse |         |                               |                   |                                                    | |
|                  |         | Chiesa di San Daniele ai Masi | Citata XVI secolo | Novaledo                                           | Citata nel 1585 e situata nell'area in cui sorge ora il cimitero, venne demolita dopo il 1737 perché in pessime condizioni.                                       |

## Comune di Ospedaletto
| Esterno | Interno | Nome                                                                         | Periodo storico                                | Ubicazione                                                            | Informazioni |
| ------- | ------- | ---------------------------------------------------------------------------- | ---------------------------------------------- | --------------------------------------------------------------------- | --- |
|         |         | Chiesa di Sant'Egidio                                                        | Citata XII secolo, edificio odierno XIX secolo | Ospedaletto, via Roma, 68 46°02′37.83″N 11°33′08.09″E                 | Parrocchiale. Citata per la prima volta nel 1196, venne totalmente ricostruita nel 1640-43. Nel 1748 venne rialzato il campanile, che fu poi l'unico elemento ad essere mantenuto in occasione di una seconda ricostruzione della chiesa nel 1859-64. Come gran parte delle chiese della zona, venne danneggiata durante la prima guerra mondiale; altri lavori di riparazione si resero necessari dopo il terremoto del Friuli del 1976. |
|         |         | Santuario della Madonna della Rocchetta, o chiesa della Madonna Ausiliatrice | XVII secolo                                    | Ospedaletto, all'imbocco della Val Bronzale 46°02′40.3″N 11°33′48.1″E | Costruito nel 1663, a seguito dell'apparizione della Madonna ad un pastorello sordomuto presso una preesistente edicola votiva; nel 1945 venne aggiunta la cappella laterale. |

## Comune di Pieve Tesino
| Esterno  | Interno | Nome                                                                                              | Periodo storico                               | Ubicazione                                                        | Informazioni |
| -------- | ------- | ------------------------------------------------------------------------------------------------- | --------------------------------------------- | ----------------------------------------------------------------- | --- |
|          |         | Chiesa di Santa Maria Assunta                                                                     | Citata XII secolo, edificio odierno XV secolo | Pieve Tesino, via Fratelli Pellizzaro 46°04′09.87″N 11°36′43.95″E | Parrocchiale. Antica chiesa pievana, citata per la prima volta nel 1184, venne ricostruita nella seconda metà del Quattrocento. Nel 1590 venne portato a termine il campanile e nel 1688 venne aggiunta la sagrestia.                      |
|          |         | Chiesa di San Michele Arcangelo                                                                   | XX secolo                                     | Val Malene 46°06′30.13″N 11°37′07.32″E                            | Edificata nel 1965, come parte di un campeggio estivo per ragazzi della parrocchia dei Santi Pietro e Paolo di Mussolente (provincia di Vicenza e diocesi di Treviso); fu l'unica struttura a resistere all'alluvione del 4 novembre 1966. |
|          |         | Chiesa di San Sebastiano, o dei Santi Fabiano e Sebastiano, o cappella di San Sebastiano in Colle | XV secolo                                     | Pieve Tesino 46°04′06.46″N 11°36′52.85″E                          | Costruita nel 1479, a scioglimento di un voto fatto durante un'epidemia di peste; nel 1717 venne ampliata la sagrestia, e nel 1883 venne rialzato il campanile.                                                                            |
| Cappelle |         |                                                                                                   |                                               |                                                                   | |
|          |         | Cappella del Cristo Flagellato, o della Flagellazione di Nostro Signore                           | XVIII secolo                                  | Località Campestrin 46°04′23.12″N 11°36′55.22″E                   | Costruita da tal Antonio Nervo Miazzo nel 1755, a servizio dei masi della zona di Campestrin, all'epoca molto popolosi; è stata restaurata nel 1927.                                                                                       |
|          |         | Cappella della Madonna del Carmine, detta "ai Broccati"                                           | XVIII secolo                                  | Pieve Tesino, via Alcide Degasperi 46°04′08.95″N 11°36′16.07″E    | Costruita probabilmente nel 1724, anno in cui viene anche citata per la prima volta, e ampliata nel 1886-88. |

## Comune di Roncegno Terme
| Esterno  | Interno | Nome                                                    | Periodo storico                                   | Ubicazione                                                                         | Informazioni |
| -------- | ------- | ------------------------------------------------------- | ------------------------------------------------- | ---------------------------------------------------------------------------------- | --- |
|          |         | Chiesa di Sant'Anna                                     | Fondata XIX secolo, edificio odierno XX secolo    | Località Reabis 46°04′08.08″N 11°24′47.7″E                                         | Costruita nel 1837 dalla famiglia Pacher, venne distrutta durante la prima guerra mondiale e il sito rimase abbandonato fino al 1942-43, quando una chiesetta venne eretta sulle macerie di quella precedente.                                                                                   |
|          |         | Chiesa di San Biagio                                    | XVI secolo                                        | Strada per Tesobbo 46°02′59.53″N 11°23′49.67″E                                     | Costruita nel 1533, forse a servizio del castello di Tesobbo, venne danneggiata durante la prima guerra mondiale. |
|          |         | Chiesa di Santa Brigida                                 | Documentata XII-XIII secolo                       | Santa Brigida, via Battisti 46°03′14.94″N 11°24′51.25″E                            | Parrocchiale. Una chiesa sul luogo, di cui rimangono ancora alcuni elementi, esisteva già nel XII-XIII secolo; l'edificio venne rimaneggiato più volte nel corso dei secoli, incluso un ampliamento nel 1888. Subì gravissimi danni durante la prima guerra mondiale, venendo riparata nel 1922. |
|          |         | Chiesa di San Giuseppe                                  | XIX secolo                                        | Roncegno, via San Giuseppe 46°03′05.1″N 11°24′35.6″E                               | Edificata nel 1832, restaurata nel 1903. |
|          |         | Chiesa di Santa Margherita                              | XIX secolo                                        | Marter, piazza Santa Margherita 46°02′01.1″N 11°23′33.3″E                          | Parrocchiale. Costruita nel 1862-69, con l'aggiunta del campanile nel 1873-74. |
|          |         | Chiesa (o cappella) di San Nicolò                       | XIII-XIV secolo                                   | Maso Roneri/località Montibello 46°03′32.8″N 11°25′21.3″E                          | Risalente certamente al XIV secolo, se non al XIII; è stata più volte rimaneggiata e ricostruita nel corso dei secoli. |
|          |         | Chiesa di Sant'Osvaldo                                  | Fondata XIV-XV secolo, edificio odierno XX secolo | Località isolata sul colle di Sant'Osvaldo 46°03′00.5″N 11°22′25.2″E               | Una prima chiesetta venne edificata forse da abitanti germanofoni tra il Trecento e il Quattrocento, ed è citata per la prima volta nel 1585. Andò distrutta durante la prima guerra mondiale, e venne ricostruita nel 1927.                                                                     |
|          |         | Chiesa dei Santi Pietro e Paolo                         | Fondata XV secolo, edificio odierno XVIII secolo  | Roncegno, via don Adelpreto 46°02′59.62″N 11°24′23.07″E                            | Parrocchiale. Venne costruita intorno al 1413 e poi riedificata nel 1514, quindi ampliata nel 1687, poi ricostruita una terza volta nel 1758; il campanile venne rifatto nel 1886-88. |
|          |         | Chiesa di San Silvestro                                 | XVI secolo                                        | Via San Silvestro 46°01′23.1″N 11°23′06.1″E                                        | Costruita nei primi decenni del Cinquecento e citata per la prima volta nel 1533, nel corso del Seicento fu chiesa eremitica; nel 1888 l'edificio venne parzialmente ricostruito, e al contempo privato del campanile.                                                                           |
| Cappelle |         |                                                         |                                                   |                                                                                    | |
|          |         | Cappella della Deposizione della Croce                  | XX secolo                                         | Marter 46°01′58.4″N 11°23′28.6″E                                                   | Cappella cimiteriale, costruita nel 1925. |
|          |         | Cappella di San Desiderio                               | XX secolo                                         | Roncegno, via alle Fonti 46°03′02.5″N 11°24′22.2″E                                 | Cappella cimiteriale, costruita intorno al 1925. |
|          |         | Cappella della Madonna Assunta o chiesetta dell'Assunta | Fondata XIX secolo, edificio odierno XX secolo    | Presso il rifugio Serot 46°04′23.22″N 11°23′16.93″E                                | Una prima chiesetta venne eretta nel 1822, per poi essere totalmente ricostruita già nel 1864. Distrutta durante la prima guerra mondiale, venne nuovamente riedificata nel 1923. |
|          |         | Cappella della Madonna Ausiliatrice                     | XX secolo                                         | Maso Rozza 46°03′42.01″N 11°24′03.02″E                                             | Edificata nel 1955. |
|          |         | Cappella della Madonna del Carmine                      | XIX secolo                                        | Roncegno, via alle Fonti/località Cadenzi/Monte di Mezzo 46°03′05.8″N 11°24′06.1″E | Costruita probabilmente nel 1864, venne restaurata nel 1881. |
|          |         | Cappella della Beata Maria Vergine                      | XX secolo                                         | Roncegno 46°02′58.27″N 11°24′30.92″E                                               | Cappella dei bagni termali di Roncegno, ora parte del complesso Palace Hotel-Casa Raphael, edificata nel 1889. |
|          |         | Cappella della Sacra Famiglia                           | XIX secolo                                        | Masetti di Santa Brigida 46°03′21.06″N 11°24′42.34″E                               | Costruita nel 1896 dalla locale Confraternita del Santissimo Sacramento. |

## Comune di Ronchi Valsugana
| Esterno | Interno | Nome                   | Periodo storico | Ubicazione                               | Informazioni |
| ------- | ------- | ---------------------- | --------------- | ---------------------------------------- | --- |
|         |         | Chiesa dell'Addolorata | XIX secolo      | Ronchi Valsugana 46°04′02.9″N 11°26′03″E | Parrocchiale. Costruita nel 1860, nel 1908 vennero aggiunti il presbiterio e le sagrestie e nel 1927 il campanile. |
|         |         |                        | XX secolo       | Monte Desene 46°04′41.65″N 11°24′49.08″E | Chiesa alpina, inaugurata dal gruppo ANA di Ronchi nel 1977 e dedicata ai caduti di tutte le guerre.               |

## Comune di Samone
| Esterno | Interno | Nome                   | Periodo storico | Ubicazione                                              | Informazioni                                                                                                 |
| ------- | ------- | ---------------------- | --------------- | ------------------------------------------------------- | --- |
|         |         | Chiesa di San Donato   | XIII-XIV secolo | Samone 46°04′43.32″N 11°31′14.37″E                      | Costruita tra la fine del Duecento e l'inizio del Trecento, è stata ampliata nel 1519 e poi ancora nel 1744. |
|         |         | Chiesa di San Giuseppe | XX secolo       | Samone, via Nuova Superiore 46°04′52.74″N 11°31′19.37″E | Parrocchiale. Costruita nel 1921-24.                                                                         |

## Comune di Scurelle
| Esterno  | Interno | Nome                                                     | Periodo storico                                | Ubicazione                                                               | Informazioni |
| -------- | ------- | -------------------------------------------------------- | ---------------------------------------------- | ------------------------------------------------------------------------ | --- |
|          |         | Chiesa di Santa Maria Maddalena                          | Citata XIV secolo, edificio odierno XIX secolo | Scurelle, via XV Agosto 46°03′53.67″N 11°30′32.08″E                      | Parrocchiale. Citata per la prima volta nel 1312, venne ampliata intorno al 1618, e poi totalmente ricostruita tra il 1818 e il 1827 (la facciata del nuovo tempio venne conclusa solo nel 1860). Durante la prima guerra mondiale subì gravissimi danni: crollarono tra l'altro il campanile, la volta della navata e la cupola sopra il presbiterio. Le riparazioni vennero effettuate nel 1921, e il nuovo campanile sorse nel 1925. |
|          |         | Chiesa dei Santi Martino e Valentino, o di San Valentino | XIII-XIV secolo                                | Scurelle, via Poltacchini 46°03′59.05″N 11°30′16.11″E                    | Costruita probabilmente tra il Due e il Trecento, era inizialmente dedicata al solo san Martino; dal 1585 questi è affiancato dai santi Valentino e Dorotea. Nel corso del Seicento la chiesa venne ampliata, raggiungendo l'aspetto attuale. |
| Cappelle |         |                                                          |                                                |                                                                          | |
|          |         | Chiesetta di Sant'Amna                                   |                                                | Val Campelle, lungo la Strada dei Sassi Rossi 46°07′51.75″N 11°30′18.3″E | |
|          |         | Cappella dei Santi Antonio di Padova e Rocco             | Fondata XIX secolo, edificio odierno XX secolo | Val Campelle, località Cenon 46°08′47.94″N 11°31′00.52″E                 | Costruita nel 1890; andata distrutta durante la prima guerra mondiale, è stata riedificata dagli Alpini nel 1932. |
|          |         | Cappella (o chiesa) di San Gaetano                       | XVIII secolo                                   | Scurelle, via Beniamino Donzelli 46°03′54.17″N 11°30′21.66″E             | Edificata nel 1711 per volontà di Bonaventura Francesco Antonio Buffa, come cappella privata a servizio del vicino palazzo di famiglia; gravemente danneggiata durante la prima guerra mondiale, è stata riparata e riaperta al culto solo nell'anno 2000. |
|          |         | Cappella (o chiesa) di Santa Maria Ausiliatrice          | XX secolo                                      | Val Campelle, località Carlettini 46°09′06.26″N 11°31′00.05″E            | Situata presso il rifugio Carlettini, venne costruita nel 1924. |

## Comune di Telve
| Esterno  | Interno | Nome                                | Periodo storico                                  | Ubicazione                                            | Informazioni |
| -------- | ------- | ----------------------------------- | ------------------------------------------------ | ----------------------------------------------------- | --- |
|          |         | Chiesa (o cappella) di San Gaetano  | XX secolo                                        | Musiera 46°05′39.77″N 11°29′03.84″E                   | Costruita nel 1934, presso Villa Buffa, a servizio delle famiglie che trascorrevano l'estate nella zona per la fienagione. |
|          |         | Chiesa di San Giovanni Nepomuceno   | XVIII secolo                                     | Telve, piazza San Giovanni 46°04′20.9″N 11°28′41.2″E  | Costruita nel 1762, come cappella di Castel Telvana, per volontà dell'allora capitano Giovanni Giuseppe d'Anna de Celò. |
|          |         | Chiesa di Santa Giustina            | Documentata XIV secolo                           | Telve, via Santa Giustina 46°04′19.5″N 11°28′58.8″E   | Chiesa cimiteriale comunale. Edificata nel corso del Trecento, venne ampliata più volte nel XVII secolo. Profanata e danneggiata durante le guerre napoleoniche, cadde in stato di semi-abbandono; venne ribenedetta nel 1826, ma le riparazioni, e un piccolo ampliamento, seguirono solo alla fine del secolo.                   |
|          |         | Chiesa di Santa Maria Assunta       | Fondata XV secolo, edificio odierno XVIII secolo | Telve, via Santa Giustina, 6 46°04′15″N 11°28′42.1″E  | Parrocchiale. Costruita tra il 1469 e il 1474, fu chiesa pievana fino al 1586. Il campanile venne eretto verso la metà del Cinquecento; poi, tra 1730 e il 1741, l'intero edificio venne riedificato. Danneggiata, specialmente nella zona absidale, dalle granate durante la prima guerra mondiale, venne riparata entro il 1920. |
|          |         | Chiesa di Maria Regina della Pace   | XX secolo                                        | Calamento 46°08′22.19″N 11°28′16.97″E                 | Costruita nel 1971-73 su un terreno occupato fino al 1929 dal cimitero di guerra austroungarico "delle albere"; la chiesa venne voluta da tal Maria Strosio in memoria del defunto fratello Giuseppe, ed è addossata ad una villetta che era di sua proprietà, e che venne donata come alloggio per il sacerdote.                  |
| Cappelle |         |                                     |                                                  |                                                       | |
|          |         | Cappella di San Giovanni Nepomuceno |                                                  | Località Pupille o Popile 46°08′27.96″N 11°27′48.24″E | |
|          |         | Cappella di San Lorenzo             | XIX secolo                                       | Località Pupille o Popile 46°08′32.82″N 11°27′38.92″E | Costruita nel 1898 come cappella interna di Villa San Lorenzo, allora di proprietà di don Clemente Ferrai. |
|          |         | Cappella di San Pietro              | XX secolo                                        | Calamento 46°08′03.83″N 11°28′33.91″E                 | Cappella alpina costruita nel 1921 da tal Pietro Pecoraro. |

## Comune di Telve di Sopra
| Esterno                        | Interno | Nome                                | Periodo storico | Ubicazione                                                   | Informazioni |
| ------------------------------ | ------- | ----------------------------------- | --------------- | ------------------------------------------------------------ | --- |
|                                |         | Chiesa di San Giovanni del Sassetto | XIV secolo      | Telve di Sopra 46°04′21.33″N 11°28′15.97″E                   | Costruita nella prima metà del Trecento, è citata per la prima volta nel 1348. Venne considerevolmente ampliata nel primo ventennio del Cinquecento, e dotata di sagrestia nel Seicento. Dopo la costruzione della nuova parrocchiale, nel 1835 venne sconsacrata, venduta e trasformata in abitazione privata. Alla morte, nel 1922, l'ultimo erede dei nuovi proprietari la cedette nuovamente alla parrocchia con la clausola che venisse restituita al culto: a causa del protrarsi dei lavori di restauro, ciò avvenne solo nel 1952. |
|                                |         | Chiesa di San Giovanni Battista     | XIX secolo      | Telve di Sopra, via Tre Novembre 46°04′19.92″N 11°28′19.44″E | Parrocchiale. Costruita tra il 1835 e il 1845 per sostituire la vecchia parrocchiale, piccola e distante dal paese. |
|                                |         | Chiesa della Madonna della Neve     | XX secolo       | Località Suerta 46°06′07.84″N 11°25′58.25″E                  | Costruita nel 1969. |
| Cappelle                       |         |                                     |                 |                                                              | |
|                                |         | Cappella del Crocifisso             | XX secolo       | Telve di Sopra 46°04′24.04″N 11°28′14.31″E                   | Cappella cimiteriale, costruita nel 1966. |
| Chiese sconsacrate o scomparse |         |                                     |                 |                                                              | |
|                                |         | Cappella di San Francesco d'Assisi  | XIX secolo      | Località Suerta 46°06′05.77″N 11°25′59.61″E                  | Costruita nel 1818; con l'edificazione della nuova chiesa di Suerta è stata dismessa e abbandonata, e versa in stato di grave degrado. |

## Comune di Torcegno
| Esterno  | Interno | Nome                                         | Periodo storico                                  | Ubicazione                                             | Informazioni |
| -------- | ------- | -------------------------------------------- | ------------------------------------------------ | ------------------------------------------------------ | --- |
|          |         | Chiesa dell'Ausiliatrice                     | Fondata XVII secolo, edificio odierno XIX secolo | Torcegno, via della Cappella 46°04′06.4″N 11°27′27.9″E | Una prima cappella sul posto sorse all'inizio del Seicento; venne sostituita dalla struttura odierna nel 1841-44, costruita a scioglimento di un voto fatto nel 1836 durante un'epidemia di colera. |
|          |         | Chiesa dei Santi Bartolomeo e Andrea         | Citata XV secolo, edificio odierno XVIII secolo  | Torcegno, via Castello 46°04′19.31″N 11°26′57.65″E     | Parrocchiale. Citata per la prima volta nel 1474, venne quasi totalmente ricostruita nel 1747-50; il campanile venne rifatto nel 1767-69. |
| Cappelle |         |                                              |                                                  |                                                        | |
|          |         | Cappella dei Santi Antonio di Padova e Rocco | Fondata XVI secolo, edificio odierno XVII secolo | Torcegno, via Castello 46°04′19.5″N 11°26′56.5″E       | Una prima cappella votiva venne costruita nel Cinquecento, su iniziativa della locale confraternita dei Santi Antonio Abate e Rocco; essa venne riedificata tra il 1642 e il 1652, e dalla metà del Settecento venne adoperata come deposito per il cimitero. Riaperta al culto nel 1884, venne danneggiata durante la prima guerra mondiale, e riparata nel 1925. |
|          |         |                                              | XIX secolo                                       | Torcegno, via Castello 46°04′17.7″N 11°26′59.7″E       | Cappella cimiteriale, costruita probabilmente nel 1849 assieme a tutto il camposanto. |